# Bulbul verdós del Camerun
El bulbul verdós del Camerun (Arizelocichla montana) és una espècie d'ocell de la família dels picnonòtids (Pycnonotidae). Habita els boscos de les muntanyes de Camerun i zones limítrofes de Nigèria. El seu estat de conservació es considera de risc mínim.